# Dolichus
Dolichus is een geslacht van kevers uit de familie van de loopkevers (Carabidae). De wetenschappelijke naam van het geslacht is voor het eerst geldig gepubliceerd in 1810 door Bonelli.

## Soorten
Het geslacht Dolichus omvat de volgende soorten:
- Dolichus davidis Fairmaire, 1889
- Dolichus halensis (Schaller, 1783)